# Алексеевское военное училище
Алексе́евское вое́нное учи́лище — российское пехотное училище, в разные годы носило название Московское пехотное юнкерское училище и Московское военное училище. В Российской империи считалось третьим по престижности после Павловского и Александровского. Училище располагалось в Красных казармах. В настоящее время в его здании располагается общежитие Общевойсковой академии ВС РФ.

## История

### XIX век
В 1864 году по приказу министра Дмитрия Милютина было основано Московское пехотное юнкерское училище, ставшее первым юнкерским училищем, позволившим получить высшее офицерское образование военнослужащим, не окончившим среднюю школу. Начальником училища был назначен Алексей Кронман. Училищу были отданы два служебных помещения Екатерининского дворца, называемых Красные казармы, которые ещё в конце XVIII века Павел I отдал военным. Также в красных казармах размещался Московский 3-й кадетский корпус.
В то время поступить на обучение могли только вольноопределяющиеся, состоящие на действительной военной службе. По окончании обучения выпускники возвращались в свои полки в звании подпрапорщиков. В 1886 году в училище были открыты одногодичные и двухгодичные курсы. На одногодичные набирали только юнкеров с высшим образованием. На двугодичные курсы принимались люди со средним образованием, для поступления требовалось наличие аттестата зрелости или свидетельства об окончании семи классов реального училища, это давало возможность получить воинское звание, совместно с исполнением воинской обязанности. Однако, в связи с чрезмерно большим потоком людей с высшим образованием, в 1897 году одногодичный курс был отменен, а училище было переименовано в Московское военное училище. С этого времени для поступления больше не требовалось предварительной записи в вольноопределяющиеся, а по окончании обучения юнкера получали офицерское звание.

### XX век
В 1906 году шефом училища был назначен сын Николая II — цесаревич Алексей Николаевич (которому в то время было всего два года), в связи с чем училище вновь изменило свое название и стало Алексеевским военным училищем.
Во время октябрьских боёв 1917 года воспитанники и преподаватели училища сражались против большевиков, и уже в ноябре того же года, после поражения сторонников Временного правительства, училище было расформировано, а здания отданы под 1-е Советские московские пехотные командные курсы.
Впоследствии некоторые выпускники и воспитанники, не успевшие окончить курсы, принимали участие в военных действиях против большевиков в составе белой армии.
В 1920-х годах в здании Алексеевского военного училища была размещена пехотная школа имени Михаила Ашенбреннера, на базе которой позднее было создано Тамбовское пехотное училище. В 1945 году Тамбовскому пехотному училищу было присвоено имя Маршала Советского Союза Бориса Шапошникова.

### Современность
В настоящее время здание бывшего Алексеевского военного училища по-прежнему принадлежит военным, сейчас в нём располагается общежитие Общевойсковой академии и Военного университета Вооружённых Сил Российской Федерации.

## Структура училища
В училище было пять рот, каждая из которых включала в себя по две полуроты — старших и младших юнкеров. Роты и полуроты комплектовались строго по ранжиру, пятая рота была смешанной. Роты были сведены в батальон под командованием помощника командира училища по строевой части. В дисциплинарном отношении начальник училища имел права командира полка.
У каждой роты было своё прозвище:
- 1-я рота — «крокодилы»
- 2-я рота — «извозчики»
- 3-я рота — «девочки»
- 4-я рота — «шкалики»
- 5-я рота — «барабанщики»[5]

После начала Первой мировой войны штат училища был значительно увеличен до двух батальонов.

## Распорядок дня
6:30 - 7:30 Подъем, заправка постелей

7:30 - 8:00 Утренний осмотр, завтрак

8:00 - 8:30 Утренняя гимнастика

8:30 - 14:00 Классные занятия

11:00 - 12:00 Большая перемена. Горячий завтрак

14:00 - 16:00 Строевые занятия в манеже

16:00 - 17:00 Обед

17:00 - 18:30 Свободное время

18:30 - 20:00 Самостоятельная работа, подготовка уроков на следующий день

20:00 - 21:00 Вечерний чай, перекличка, молитва

21:00 - 21:30 Строевая церемония, объявление нарядов на следующий день

21:30 - 22:30 Свободное время

22:45 Отбой.

## Учебная программа
| Дисциплины младших классов: - Закон божий - Русский язык - Военная история - Химия - Гигиена - Тактика - Артиллерия - Фортификация - Военная география - Военная топография | Дополнительные дисциплины старших классов: - Математика - География - Военная администрация - Судопроизводство - Ручное оружие - Воинские уставы. | Дисциплины для юнкеров и вольноопределяющихся: - Фронт (строевая подготовка) - Строевая выправка юнкеров - Обращение с оружием в строю - Физическая подготовка - Стрельба - Гимнастика - Фехтование |

Для учащихся регулярно проводились пешеходные или выездные экскурсии по местам боевой славы и историческим памятникам.

## Отличительные знаки

### Знамя училища
В 1897 году училищу было присвоено знамя. Это было полотно с изображением в центре Казанской иконы Божией Матери, которое крепилось к жёлтому древку.

### Погоны
Погоны училища были алые без выпушки с жёлтым вензелем в виде буквы «А» цесаревича Алексея Николаевича и с золотым накладным вензелем роты Его Высочества.

### Нагрудный знак
Нагрудный знак училищу был присвоен в 1913 году. В его центре размещался красный крест с золотым и чёрным ободком по краям, увенчанный золотой Императорской короной. Под крестом располагались скрещенные тесаки. Посередине знака был накладной двуглавый орел, на котором был изображен золотой вензель цесаревича Алексея Николаевича в виде буквы «А», как и на погонах. На нижнем конце креста была надпись «1864» — год основания училища.

### Юбилейный знак
Юбилейный знак был утверждён в 1908 году и выглядел как серебряный венок, перевязанный лентой на которой была выгравирована надпись: «19 февраля 1906 г.» — дата назначения цесаревича Алексея шефом училища. Внутри венка на красном эмалевом выпуклом щите был изображен серебряный вензель наследника «А» под Императорской короной.

## Выпуск офицеров
С 1864 до начала Первой мировой войны училище выпустило около 8 150 офицеров. В 1914 году было произведено три выпуска по 200 человек в каждом. На следующий год по ускоренной программе в армию были отправлены 1 500 офицеров. В 1916-м был установлен рекорд: шесть выпусков общим количеством 3 600 человек. Таким образом за все годы существования с 1864 по 1917 Алексеевское училище выпустило около 13 850 офицеров.

## Начальники училища
- с 10 августа 1864 по 4 февраля 1874 года — капитан (с 4 апреля 1865-го подполковник, с 31 марта 1868 полковник) Алексей Кронман
- с 4 февраля 1874 по 12 января 1876 года — полковник Александр Николаевич Кузяевский
- с 1876 по 1889 год — подполковник (полковник) Николай Иванович Галахов
- с 23 ноября 1889 по 6 декабря 1896 года — полковник (с 30 августа 1894 генерал-майор) Николай Шатилов.
- с 24 декабря 1896 по 25 июня 1901 года — полковник (с 6 декабря 1897 генерал-майор) Павел Александрович фон Лайминг
- с 27 июля 1901 по 2 октября 1903 года — генерал-майор Пётр Яковлев
- со 2 октября 1903 по 27 апреля 1905 года — полковник (с 6 декабря 1904 генерал-майор) Сергей Хабалов
- с 30 апреля 1905 по 8 мая 1909 года — генерал-майор (с 6 декабря 1908 генерал-лейтенант) Владимир Горбатовский
- с 22 мая 1909 по 1917 год — генерал-майор (с 6 декабря 1915 генерал-лейтенант) Николай Хамин[2].

## Преподаватели
- Салатко-Петрище, Михаил Людвигович

## Известные выпускники
см. Категория:Выпускники Алексеевского военного училища